# Charline Picon
Charline Picon (ur. 23 grudnia 1984) – francuska żeglarka sportowa, złota medalistka olimpijska z Rio de Janeiro w 2016 oraz srebrna medalistka z letnich igrzysk Tokio 2020. Pływa w windsurfingowej klasie RS:X.

## Kariera sportowa
Picon zajmuje się windsurfingiem od 11 roku życia. Do 2006 pływała w klasach Aloha i Mistral. Po operacji ramienia w sezonie 2008/2009 powróciła do zawodów w 2009, przesiadając się na klasę RS:X. Od tego czasu odnosiła sukcesy na mistrzostwach Europy, mistrzostwach świata, a wreszcie także na igrzyskach olimpijskich.

### Mistrzostwa Europy
Udział w mistrzostwach Europy w klasie RS:X przyniósł jej 5 złotych medali (Brest 2013, Alacati 2014, Helsinki 2016, Vilamoura 2020 i Vilamoura 2021), jeden srebrny (Brest 2008) oraz jeden brązowy (Majorka 2019).

### Mistrzostwa świata
W swojej klasie w 2014 wygrała mistrzostwa świata w Santander. Medale zdobywała też na innych mistrzostwach świata: srebro w 2018 (Aarhus) i 2020 (Sorrento), zaś brąz w 2009 (Weymouth), 2010 (Kerteminde) oraz w 2021 (Cádiz).

### Igrzyska olimpijskie
W igrzyskach olimpijskich brała udział trzykrotnie, startując w klasie RS:X - debiutowała w 2012 w Londynie, zajmując 8. miejsce. W Rio de Janeiro w 2016 wywalczyła złoty medal. Na kolejnych igrzyskach, Tokio 2020, zdobyła srebrny medal.
, 